# Macy's

Macy's (Мейсіс) — американське підприємство роздрібної торгівлі з власними мережами універмагу модного одягу й товарів Macy's (Мейсіс), універмагу коштовного одягу й товарів Bloomingdale's (Блумінгдейлс, українською «Квітучої долини») та магазинами й салонів краси Bluemercury (Блюмеркюрі, українською «Синя ртуть»). Мейсіс є виробником одягу та інших товарів під внутрішніми торговими марками. Торговельні інновації й створені Мейсіс традиції стали явищем американської культури.
Головний офіс знаходиться в Цинциннаті, Огайо.

## Торгова діяльність
В універмагах Мейсіс та Блумінгдейлс торгують одягом, взуттям, аксесуарами, постільною білизною, меблями, прикрасами, косметикою та побутовими товарами. Натомість купальні Блюмеркюрі торгують дорогою косметикою.
На 2010 рік, за Deloitte, Мейсіс є найбільшим у світі продавцем модних товарів й 36-м у світі (2010 рік) та 15-м у США (на 2014 рік) підприємством роздрібної торгівлі з 25 млрд доларів США продажів у 2010 році. На 2015 рік Мейсіс є найбільшим за продажами універмагом США.
На 2016 рік у США, Гуамі та Пуерто-Рико було 888 магазинів і салонів краси, у тому числі 728 універмагів Мейсіс, 38 універмагів Блумінгдейлс і 16 Блумінгдейлс аутлет.
Продажі становили 25,8 млрд доларів у 2016 році. 90 % продажів Мейсіс походить від універмагів Мейсіс. Капітал 19,85 млрд доларів у 2016 році. Прибуток 620 млн доларів у 2016 році. 157900 працівників.
Акції Мейсі на фондовій біржі NYSE під символом M.
- Корпоративний сайт Мейсіс http://macysinc.com/ [Архівовано 28 березня 2017 у Wayback Machine.]
- Сайт універмагу Мейсіс macys.com [Архівовано 9 травня 2022 у Wayback Machine.]
- Сайт універмагу Блумінгдейлс bloomingdales.com [Архівовано 28 березня 2017 у Wayback Machine.]
- Сайт крамниць та салонів краси [[bluemercury.com|https://bluemercury.com/ [Архівовано 28 березня 2017 у Wayback Machine.]]]

## Торгові марки Macy's
Мейсі має приватні торгові марки та приватні ярлики. Для приватних торгових марок належать повні ряди виробів для певної категорії покупців, які навіть експортуються за кордон. Для приватних ярликів виробляють товари для підходячої ніші.

### Приватні торгові марки
- Alfani:
  - для жінок — діловий одяг, активний одяг, білизна, прикраси, взуття та аксесуари
  - для чоловіків — різноманітний та спортивний одяг, взуття та аксесуари
- Bar III — сучасний чоловічий та жіночий одяг, постільна білизна
- Charter Club — жіночий одяг й товари для дому
- Club Room — діловий чоловічий одяг, спортивний одяг, взуття, аксесуари, меблі й оздоблення дому
- Epic Threads — дитячий одяг від 2 років
- First Impressions — одяг малюків
- Hotel Collection — модні постільна білизна та матраци
- Ideology — активний одяг
- I.N.C. International Concepts — сучасний модний одяг для чоловіків й жінок з останніми напрямами міжнародної моди
- Jenni by Jennifer Moore — жіноча білизна та піжами
- JM Collection — жіночий повсякденний одяг для роботи й вихідних
- Style & Co. — жіночий активний одяг, взуття, прикраси, аксесуари та постільна білизна
- Tasso Elba — чоловічий одяг за європейським фасоном

### Приватні ярлики
- John Ashford — чоловічі повсякденні сорочки й светра
- Karen Scott — жіночий повсякденний одяг й взуття
- Morgan Taylor — жіноча білизна та піжами
- The Cellar — столовий посуд
- Tools of the Trade — кухонний посуд

## Вплив на американську культуру
Мейсіс відомий парадами Дня Подяки, які проводять від 1924 року у Нью-Йорку. Мейсіс також платить за щорічні феєрверки до Дня Незалежності на 4-те липня у Нью-Йорку від 1976 року.
Голова Federated Department Stores Фред Лазарус Джуніор переконав 1941 року президента США Франкліна Рузвельта перенести День подяки з останнього четверга листопада на 4-й четвер листопада, що продовжило передріздвяний час розпродаж. Після такого рішення розпродажі у Мейсіс стали найприбутковішими.

## Головний універмаг Macy's Herald Square

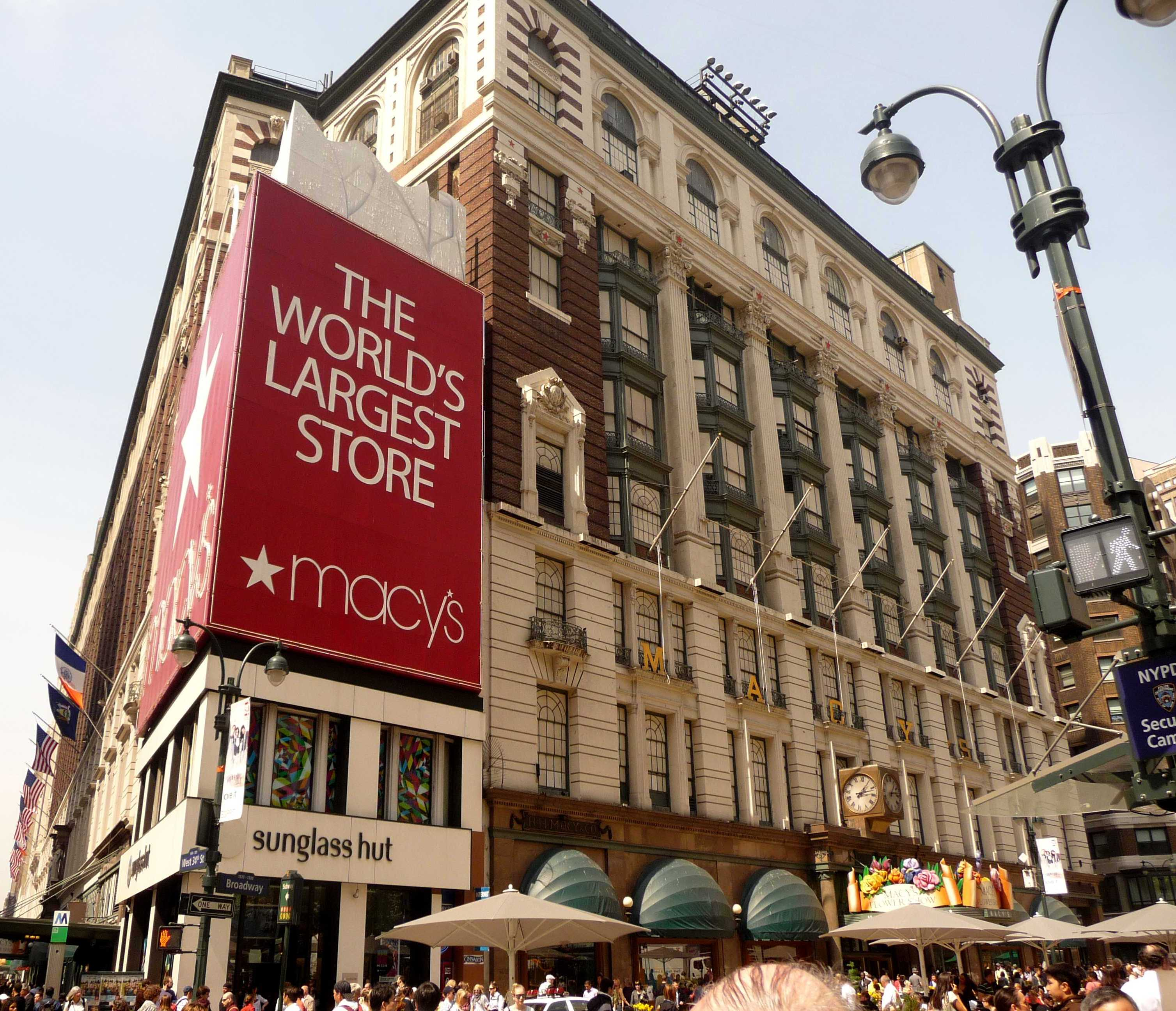
Найбільший універмаг світу Мейсіс Гералд-сквер

Головний універмаг Мейсіс і взагалі найбільший універмаг у світі знаходиться на Геральд-сквер у Мідтаун Манхеттену у Нью-Йорку за адресою Macy's 151 W 34th St, New York, NY 10001.
Магазин займає майже цілий квартал Нью-Йорку — між 7-ю авеню на заході до Бродвею на сході, 34-ю вулицею на півдні до 35-ї вулиці на півночі. Тільки північно-західний кут кварталу займають інші будинки.
Універмаг зведений за проєктом архітекторів De Lemos & Cordes у 1901—1902 роках забудовником Fuller Company. Прибудови додані у 1924, 1928 й 1931 роках за проєктом архітектора Роберта Д. Кохн. Загальна площа будівлі — 205 тисяч м². Торгова площа універмагу — 100 тисяч квадратних метрів. Оціночна вартість торговельного комплексу — 3 млрд доларів.
З 2012 року Мейсіс Гералд-сквер отримав оновлення на 400 млн доларів. В універмазі досі зберігаються декілька оригінальних дерев'яних ескалаторів.
Мейсіс Гералд-сквер є кінцем параду Дня подяки.
В одному з торгових центрів Macy's знаходиться другий за величиною у світі орган Wanamaker Organ.

## Історія
Магазини Мейсіс було засновано 1843 року Роуландом Хассей Мейсісом (1822—1877) у Хаверхілл, Массачусетсі. Роуланд Мейсіс був вихідцем із сім'ї квакерів. Червона зірка в торговому знаку відображена наколка, що Роуланд Мейсіс отримав у 15 років під час роботи на китобійному кораблі.
1858 року Мейсіс переїхав до Нью-Йорка й відкрив магазин на 6-й авеню між 13-ю й 14-ю вулицями.
Сім'я Мейсіс володіла підприємством до 1895 року. У 1896 році магазин перейшов у власність Ісидора та Натана Штраусів.
1902 року головний універмаг Мейсіс переїхав на ріг Бродвею та 34-ї вулиці у нову будівлю на Геральд-сквер.

### Federated Department Stores
Початок Federated Department Stores веде від заснованої 1851 року в Колумбусі (Огайо) крамниці Lazarus.
1929 року сформована холдингова компанія Federated Department Stores для керування мережами універмагів Lazarus, A&S (Abraham & Straus) та Filene's. 1930 року додана мережа універмагів Bloomingdale's.
1994 підприємства Мейсіс було поглинуто Federated Department Stores. Federated Department Stores мали багато універмагів під різними назвами, що переважно були перейменовані на Мейсіс, або продані конкурентам.
2005 року Federated Department Stores придбало універмаги May за 11 млрд доларів. Понад 400 різнойменних універмагів May було перейменовано на Мейсіс. Колишні універмаги May: David's Bridal, Lord & Taylor (обидва до Leonard Green & Partners.), Priscilla of Boston та виробник чорних краваток After Hours Formalwear (до Men's Wearhouse) були продані.
2007 року корпоративному підприємству Federated Department Stores надано назву за найчисленнішими універмагами у своєму складі Macy's, Inc.